# 9936 Al-Biruni

9936 Al-Biruni

9936 Al-Biruni eller 1986 PN4 är en asteroid i huvudbältet som upptäcktes den 8 augusti 1986 av den belgiske astronomen Eric W. Elst och den bulgariska astronomen Violeta G. Ivanova vid Rozhen-observatoriet. Den är uppkallad efter al-Biruni.
Asteroiden har en diameter på ungefär 24 kilometer.